# Peter Godazgar
Peter Godazgar (* 7. Oktober 1967 in Korschenbroich, Nordrhein-Westfalen) ist ein deutscher Journalist und Krimiautor.

## Leben
Peter Godazgar wurde in Korschenbroich geboren, wuchs in Hückelhoven auf und studierte nach dem Abitur Germanistik und Geschichte in Aachen. Anschließend volontierte er bei der Mitteldeutschen Zeitung in Halle (Saale) und besuchte die Henri-Nannen-Schule in Hamburg. Sein Debüt als Autor gab er mit dem Roman zum Drehbuch des erfolgreichen Kinofilms Knockin’ on Heaven’s Door. Bis 2016 arbeitete Godazgar als Redakteur der Mitteldeutschen Zeitung in Halle, derzeit ist er stellvertretender Pressesprecher der Stadt Halle. In Halle spielen auch seine seit 2005 im Dortmunder Grafit Verlag erscheinenden, stark humoristischen Kriminalromane um den tölpelhaften Privatermittler Markus Waldo. 2011 erhielt Godazgar ein Stipendium der Kunststiftung Sachsen-Anhalt. 2013 beteiligte er sich mit den Autoren Kathrin Heinrichs, Carsten Sebastian Henn, Jürgen Kehrer, Ralf Kramp, Tatjana Kruse, Sandra Lüpkes und Sabine Trinkaus am Krimi-Projekt 8 – Das Krimi-Camp: Ziel war, mit acht Autoren in acht Tagen einen Kriminalroman zu verfassen. Eine zweite Auflage erfuhr das Projekt im Juli 2016; im Ergebnis erschien der Kriminalroman „Acht Leichen zum Dessert“ unter dem Pseudonym A.N.Onym. Bei zwei weiteren Treffen im Juli 2018 und im Juni/Juli 2020 entstanden die Theaterstücke Halbpension mit Leiche und Bares, Rares - und weg war es! Für den Kurzkrimi Sicherheit ist planbar wurde Godazgar 2017 für den Friedrich-Glauser-Preis nominiert. 2019 folgte eine zweite Nominierung für den Kurzkrimi Zu schlau für diese Welt, 2022 eine dritte für den Kurzkrimi In der Werkstatt.
Peter Godazgar ist Mitglied der Autorenvereinigung Syndikat, von 2014 bis 2016 war er Mitglied des Sprecherteams.

## Werke

### Einzeltitel
- Knockin' On Heaven's Door (basierend auf dem Drehbuch von Thomas Jahn und Til Schweiger), Heyne, München 1997
- Unter Schweinen. Grafit, Dortmund 2005
- Unter Schweinen. Hörbuch, Radioropa, Daun 2006
- Unter freiem Himmel. Grafit, Dortmund 2006
- Unter schrägen Vögeln. Grafit, Dortmund 2008
- Willst du mein Single sein. Bastei Lübbe, Köln 2013
- 8. Mit Kathrin Heinrichs, Carsten Sebastian Henn, Jürgen Kehrer, Ralf Kramp, Tatjana Kruse, Sandra Lüpkes, Sabine Trinkaus, KBV, Hillesheim 2013
- Der tut nix, der will nur morden! Schwarze Stories. KBV, Hillesheim 2015
- Acht Leichen zum Dessert. Mit Kathrin Heinrichs, Carsten Sebastian Henn, Jürgen Kehrer, Ralf Kramp, Tatjana Kruse, Sandra Lüpkes, Sabine Trinkaus, KBV, Hillesheim 2016
- Halbpension mit Leiche. Mit Kathrin Heinrichs, Carsten Sebastian Henn, Jürgen Kehrer, Ralf Kramp, Tatjana Kruse, Sandra Lüpkes, Sabine Trinkaus, Deutscher Theaterverlag, Weinheim 2019
- Killer am Rande des Nervenzusammenbruchs. Storys. KBV, Hillesheim 2020
- Der Vorfall. Theaterstück. Deutscher Theaterverlag, Weinheim 2021
- Marathon mit Mauern. Mein deutsch-deutsches Leben. Mit Lothar Rochau und Ines Godazgar, Mitteldeutscher Verlag, Halle (Saale) 2021
- Bares, Rares – und weg war es! Mit Kathrin Heinrichs, Carsten Sebastian Henn, Ralf Kramp, Sabine Trinkaus, Vertriebsstelle und Verlag Deutscher Bühnenschriftsteller und Bühnenkomponisten GmbH, Norderstedt 2021
- Harz aber herzlich. Mit Alexandra Kui, Rowohlt Verlag, Hamburg 2024

### Kurzgeschichten (Auswahl)
- Dörte ruht sich aus. In: Ausgefressen – Tierische Kriminalgeschichten. Leporello, Krefeld 2010.
- Manni fährt zum Horizont. In: Mörderisches Münsterland. KBV, Hillesheim 2010.
- Bennis großer Coup. In: Nordeifel Mordeifel. KBV, Hillesheim 2010.
- Hildegards Hauptgewinn. (gemeinsam mit Susanne Mischke) in: Zürich, Ausfahrt Mord. Gmeiner, Meßkirch 2011.
- Der Blättersammler. In: Mördchen fürs Örtchen. KBV, Hillesheim 2011.
- Hubis Heimkehr. In: Leichenblass am Niederrhein. Grafit, Dortmund 2011.
- Karsunke kocht Kaffee. In: Abmurksen und Tee trinken. Leporello, Krefeld 2011.
- Helga sorgt für Ordnung. In: Krimi Kommunale 2. Kommunal- und Schulverlag, Wiesbaden 2011.
- Jupp ante portas. In: Tausend Berge, tausend Abgründe. Grafit, Dortmund 2012.
- Mercie, Chérie, in Unna. In: Kalendarium des Todes – Mord am Hellweg VI. Grafit, Dortmund 2012.
- Alles im Fluss. In: Berner Blut. Gmeiner, Meßkirch 2013.
- Achtzehn, zwanzig, tot. In: Gauner, Geigen, Griegeniffte. KBV, Hillesheim 2013.
- Der Aufschneider. In: Heide, Harz und Hackebeil. KBV, Hillesheim 2013.
- Der Vorfall. In: Ruhe sanft in Sachsen-Anhalt. KBV, Hillesheim 2013.
- Alter Schwede. In: Zügig ins Jenseits. Grafit. Dortmund 2013.
- Überleben für Anfänger. In: Scotch as Scotch can. KBV. Hillesheim 2013.
- Bei Mutti schmeckt's am besten. In: Mörderische Leckerbissen. dtv 2013.
- Aller guten Dinge sind drei. In: Ebbe, Flut und Todeszeiten. KBV, Hillesheim 2014.
- Muffe trifft Langschwanz. In: Nicht nur der Hund begraben. Ars vivendi, Cadolzburg 2014.
- Ein Dichter rastet aus. In: Lies oder stirb. Grafit, Dortmund 2014.
- Dirty Talk Bergkamen. In: Sexy.Hölle.Hellweg. Grafit, Dortmund 2014.
- König der Fischer. In: Flossen hoch 3.0 – Jetzt erst recht. Leda-Verlag, Leer 2015.
- Willi will's essen. In: Törtchen-Mördchen. KBV, Hillesheim 2015.
- Sicherheit ist planbar. In: Handwerk hat blutigen Boden. KBV, Hillesheim 2016.
- Die Kofferträger von Amöneburg. In: SOKO Marburg-Biedenkopf. Kriminelle Kurzgeschichten zwischen Lahn und Ohm. KBV, Hillesheim 2016.
- Kirre royal. In: Cocktail-Leichen. KBV, Hillesheim 2016.
- Der Fehltritt. In: Killing you softly. Grafit, Dortmund 2017.
- Zu schlau für diese Welt. In: Die Stadt, das Salz und der Tod. Grafit, Dortmund 2018.
- Hummels Endspiel. In: Flanke, Schuss und Tod!. KBV, Hillesheim 2018.
- Der Erlediger. In: Mord im Drei-Länder-Eck. Emons Verlag, Köln 2019.
- Camping Palazzo. In: Das Campen ist des Mörders Lust. KBV, Hillesheim 2020.
- In der Werkstatt. In: Im Mordfall Iserlohn. Emons Verlag, Köln 2021.

### Herausgeberschaft
- Ruhe sanft in Sachsen-Anhalt. Kurzkrimis aus dem Land der Frühaufsteher. KBV, Hillesheim 2013
- Killing you softly. Die besten Pop- und Rockmorde. KBV, Hillesheim 2017
- Die Stadt, das Salz und der Tod. Mörderisches aus Halle an der Saale. Grafit, Dortmund 2018